# Années 1420 av. J.-C.
Les années 1420 av. J.-C. couvrent les années de 1429 av. J.-C. à 1420 av. J.-C.

## Évènements
- Vers 1426-1420 av. J.-C.[1]: règne d’Ashur-nirari II, roi d’Assyrie[2].

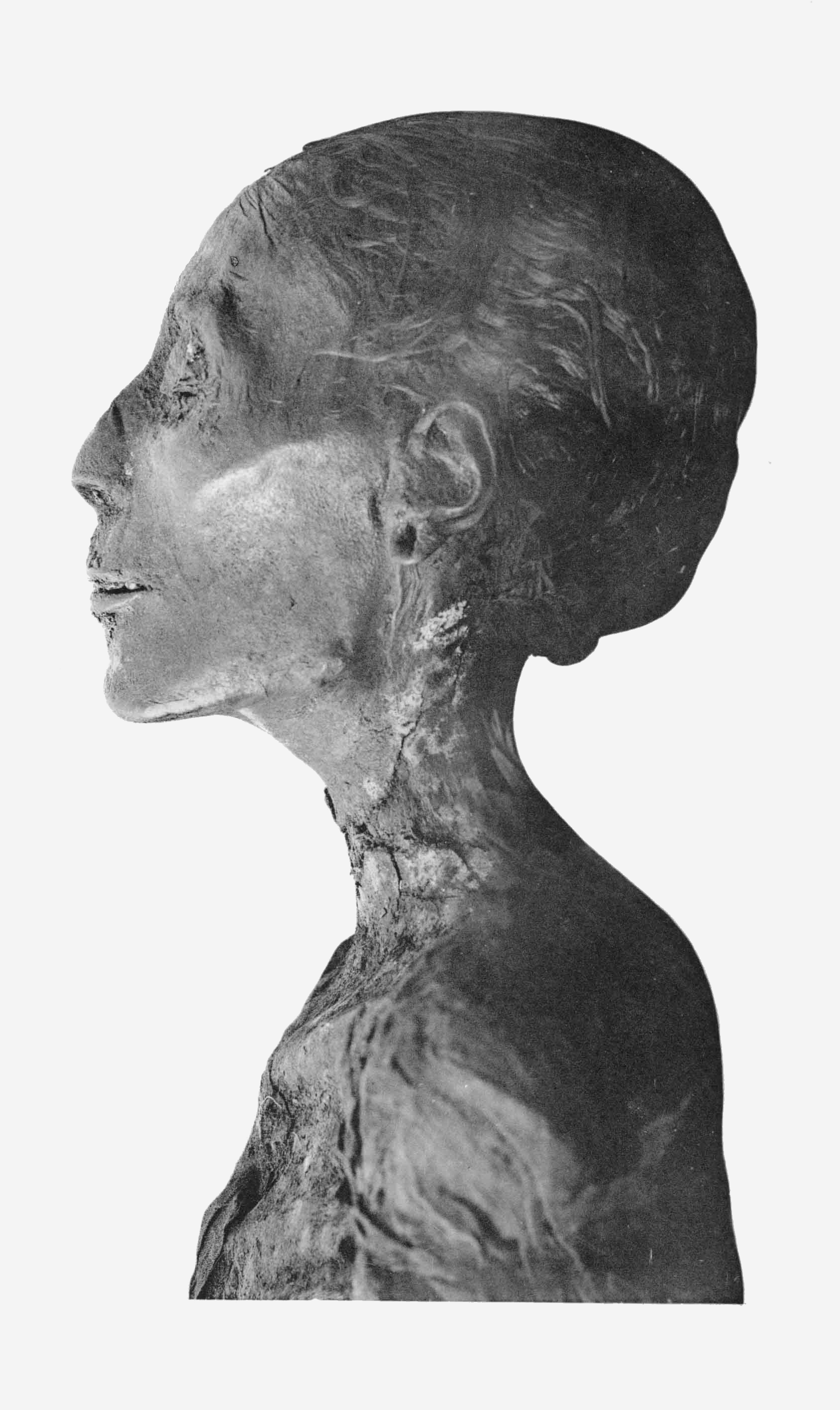
Momie de Thoutmosis IV.

- 1425-1417 av. J.-C.[1],[3]. : règne du pharaon Thoutmôsis IV[4]. Il épouse Moutemouia, future mère d’Aménophis IV[5]. Il renouvelle la paix avec le roi de Mitanni Artatama dont il épouse une fille[5]. L’Empire égyptien est stable. Thoutmosis IV entreprend toutefois une campagne en Asie et une campagne en Nubie (inscription de Konosso, près de Philæ, an 8)[6], ainsi que des expéditions vers le Sinaï (inscription de Sérabit-el-Khadem, an 4[7] et an 7). Des colonies syriennes et soudanaises, formées par les prisonniers capturés lors de ces expéditions, sont établies près de Thèbes. Le vizir Thoutmosis reste en fonction au début du règne.
- Vers 1425-1400 av. J.-C. : règne de Tudhaliya II, fils d’Hattushili II, roi des Hittites[8]. Il mène des campagnes contre l’Arzawa et la confédération de l’Assuwa (Lydie et pays voisins). Là, il entre en contact avec les Achéens (Ahhiyawa) installés particulièrement à Milet (Millawanda). Vers 1400 av. J.-C., il signe un nouveau traité, sur un pied d’égalité, avec le roi du Kizzuwatna, Sunassura II. À la fin du règne, il associe son fils Arnuwandas au pouvoir et conquiert avec lui définitivement le Kizzuwatna, sans doute revenu dans le camp hourrite[9].